# Sripali Weerakkody
Sripali Shiromala Weerakkody (singhalesisch ශ්‍රිපාලි ශිරෝමාලා වීරක්කොඩි; * 7. Januar 1986 in Kirindiwela, Sri Lanka) ist eine sri-lankische Cricketspielerin, die zwischen 2006 und 2018 für die sri-lankische Nationalmannschaft spielte.

## Aktive Karriere
Weerakkody gab ihr WODI-Debüt in der Nationalmannschaft im Dezember 2006 beim Women’s Asia Cup 2006. Im Finale gegen Indien steuerte sie 17 Runs bei, jedoch unterlag Sri Lanka dort deutlich. Sie war auch Teil des Kaders beim Women’s Asia Cup 2008. Im November 2008 gelangen ihr bei der Tour gegen die West Indies drei Wickets (3/26). Ihre erste Weltmeisterschaft bestritt sie beim Women’s Cricket World Cup 2009. Ihr WTwenty20-Debüt erfolgte beim ICC Women’s World Twenty20 2009 gegen Pakistan. Auch nahm sie am ICC Women’s World Twenty20 2010 teil. In der WTwenty20-Serie in den West Indies im Mai 2012 erreichte sie drei Wickets (3/23). Beim ICC Women’s World Twenty20 2012 konnte sie nicht als Bowlerin überzeugen. Ihre beste Leistung beim Women’s Cricket World Cup 2013 waren zwei Wickets (2/15) gegen Südafrika im Spiel um Platz 5. In der Folge des Turniers gelangen ihr 3 Wickets für 19 Runs in der WODI-Serie gegen die West Indies. Beim ICC Women’s World Twenty20 2014 war sie abermals dabei, jedoch konnte sie hier nicht herausragen. Im Mai 2015 gelangen ihr wieder drei Wickets (3/37) in einer WODI-Serie gegen die West Indies. Beim ICC Women’s World Twenty20 2016 war sie zwar im Kader, kam jedoch nicht zum Einsatz. Ihre beste Leistung bei einer Weltmeisterschaft erfolgte dann beim Women’s Cricket World Cup 2017. Hier konnte sie erst gegen Indien 3 Wickets für 28 Runs und dann gegen die West Indies 3 Wickets für 38 Runs erreichen. Jedoch gingen beide Spiele verloren. Ihren letzten Einsatz in der Nationalmannschaft hatte sie beim ICC Women’s World Twenty20 2018. Daraufhin sagte sie zunächst eine Tour in Sri Lanka aus persönlichen Gründen ab. Ihren offiziellen Rücktritt erklärte sie dann im Juli 2020.

## Nach der aktiven Karriere
Nachdem sie sich vom Cricket zurückgezogen hatte, arbeitete sie als Fitness-Trainerin. Im Januar 2024 wurde sie als Selektorin der sri-lankischen Nationalmannschaft benannt.